# Copa Competencia (Uruguay)
La Copa Competencia fue un torneo oficial organizado por la Asociación Uruguaya de Fútbol disputado casi ininterrumpidamente entre los años 1904 y 1925. Era la serie local uruguaya de la Copa Competencia Internacional Chevallier Boutell. 

## Historia

### Antecedentes
La Copa Competencia Internacional Chevallier Boutell se comenzó a disputar en el año 1900, instituida por el presidente de la Asociación Argentina Sr. Chevallier Boutell, en la cual participaban los equipos de Buenos Aires, Rosario y Montevideo. 
De 1900 a 1903 los equipos uruguayos que pretendían participar en este torneo, también conocido como “Copa Argentina”, debían ser invitados por sus organizadores argentinos. para ello, se debían registrar en la propia AFA.
La inscripción y participación en la Copa Argentina era voluntaria. Incluso podían participar equipos uruguayos que no estaban inscriptos en la AUF, como fue el caso del Montevideo Cricket en la edición de 1902. En las ediciones de 1900 y 1901 solamente se inscribieron 2 equipos de Uruguay (Albion y CURCC).

### Coorganización AFA-AUF
Recién en el año 1904 la AUF instituye la Copa Competencia Uruguaya, torneo en el que participaban los equipos de Primera División y que otorgaba a su vencedor la clasificación a la serie Internacional.
Para 1907 la Asociación Uruguaya comienza a coorganizar con AFA la Copa Competencia Internacional, anteriormente conocida como Copa Argentina.
El formato de disputa del torneo era eliminatorio, y se disputó de forma anual. En el año 1918, se resuelve que de ese año en adelante la Copa Competencia se comenzará a disputar en los años impares (1919, 1921, 1923 y 1925) y la Copa de Honor en los años pares (1918, 1920, y 1922).

### Dificultades en su organización
Las Copas Competencia de Uruguay de 1914, 1921 y 1923 no tuvieron su respectiva serie internacional por diferendos entre AUF y AFA.
En tanto la Copa Competencia Uruguaya de 1925 quedó inconclusa cuando se estaban disputando las etapas semifinales, debido a que el Laudo del Presidente de la República Ing. José Serrato suspendió todas las actividades futbolísticas para terminar con el cisma reinante.

## Ganadores de la llave uruguaya de la Competencia Internacional

### Ganadores por año
| Año  | Ganador  |
| ---- | -------- |
| 1900 | Albion   |
| 1901 | CURCC    |
| 1902 | CURCC    |
| 1903 | Nacional |

## Campeones de la Copa Competencia Uruguaya

### Títulos por año
| Año                            | Campeón                 | Resultado   | Subcampeón           | Sede de la final                    |
| ------------------------------ | ----------------------- | ----------- | -------------------- | ----------------------------------- |
| Copa Argentina (zona Uruguaya) |                         |             |                      |                                     |
| 1904 Detalles                  | Central Uruguay Railway | 2:1         | Nacional             | Field del Albion, Montevideo        |
| 1905 Detalles                  | Central Uruguay Railway | 3:2         | Montevideo Wanderers | Gran Parque Central, Montevideo     |
| 1906                           | Montevideo Wanderers    |             |                      |                                     |
| Copa Competencia Uruguaya      |                         |             |                      |                                     |
| 1907                           | Central Uruguay Railway |             |                      |                                     |
| 1908 Detalles                  | Montevideo Wanderers    | 3:2         | Nacional             | Gran Parque Central, Montevideo     |
| 1909                           | Central Uruguay Railway | 2:0         | Oriental             | Field de Punta Carretas, Montevideo |
| 1910                           | Central Uruguay Railway | 1:0         | Montevideo Wanderers | Gran Parque Central, Montevideo     |
| 1911                           | Montevideo Wanderers    | 2:1         | River Plate          | Gran Parque Central, Montevideo     |
| 1912                           | Nacional                | 6:1         | River Plate          | Gran Parque Central, Montevideo     |
| 1913                           | Nacional                | 3:0         | Montevideo Wanderers | Belvedere, Montevideo               |
| 1914                           | Nacional                | 2:1         | Peñarol              | Gran Parque Central, Montevideo     |
| 1915                           | Nacional                | 1:0         | Central              | Parque Lugano, Montevideo           |
| 1916                           | Peñarol                 | 3:2         | River Plate          | Parque Pereira, Montevideo          |
| 1917                           | Montevideo Wanderers    | 1:0         | Universal            | Parque Pereira, Montevideo          |
| 1918                           | Montevideo Wanderers    | 2:1         | Nacional             | Parque Pereira, Montevideo          |
| 1919                           | Nacional                | 1:0         | Peñarol              | Parque Pereira, Montevideo          |
| 1921                           | Nacional                | 6:0         | Central              | Gran Parque Central, Montevideo     |
| 1923                           | Nacional                | 3:1         | Belgrano             | Gran Parque Central, Montevideo     |
| 1925                           | No finalizó             | No finalizó | No finalizó          | No finalizó                         |

### Títulos por equipo
| Equipo               | Departamento | Campeón | Años de los campeonatos                  |
| -------------------- | ------------ | ------- | ---------------------------------------- |
| Nacional             | Montevideo   | 7       | 1912, 1913, 1914, 1915, 1919, 1921, 1923 |
| Peñarol / CURCC      | Montevideo   | 6 (1+5) | 1916                                     |
| Peñarol / CURCC      | Montevideo   | 6 (1+5) | 1904, 1905, 1907, 1909, 1910             |
| Montevideo Wanderers | Montevideo   | 5       | 1906, 1908, 1911, 1917, 1918             |